# Brněnské metro (kniha)
Brněnské metro je kniha povídek česko–polského spisovatele a básníka Bogdana Trojaka, kterou vydalo nakladatelství Host v roce 2006. Druhé vydání pochází z roku 2008. Kniha je ilustrována ASCII obrázky.
Jde o cyklus celkem 25 povídek, odehrávajících se v prostředí brněnské literární bohémy. Ústřední postavou je básník Kojál, autorovo alter ego.

## Recenze
- Jaromír Kopeček: Trojak, Bogdan - Brněnské metro Archivováno 4. 11. 2011 na Wayback Machine., Knihovnice.cz, 12. 12. 2007
- Vojtěch Staněk: Trojak, Bogdan: Brněnské metro, A2 č. 37/2007
- Lenka Sedláková: Bogdan Trojak: Brněnské metro[nedostupný zdroj], Portál české literatury, 25. 6. 2007
- Vlastimil Čech: Kdyby měla klobása křídla, Literární noviny č. 43/2007